# Virus del Nil occidental
El West Nile virus, WNV, virus del Nil occidental o VNO és un virus transmès per artròpodes que provoca la febre del Nil occidental en persones i animals. Aquesta malaltia és una flavivirosi que habitualment cursa sense símptomes o amb símptomes lleus, però que en alguns casos pot causar malalties més greus, com l'encefalitis i rarament la mort.
Els hostes primaris del VNO són majoritàriament ocells salvatges i domèstics. El virus creix i es propaga d'una au a una altra a través de mosquits infectats, sobretot en aquelles espècies en què es produeix transmissió transovàrica (pas dels microorganismes infecciosos d'una generació d'hostes a la següent a través dels seus òvuls), que afavoreix la formació d'un bucle virèmic retroalimentat. Algunes espècies de mosquit poden alimentar-se tant de la sang d'aus com de la sang de mamífers (p.ex.: humans o cavalls) i actuen de vectors de la infecció a aquests animals que, en un percentatge significatiu desenvolupen la malaltia, però sense assolir una virèmia suficient per a transmetre el virus que els piqui durant el període virèmic.
És endèmic en parts d'Àfrica, Orient Mitjà i Europa. En les darreres dècades s'ha estat estenent a altres zones d'arreu del món, amb un increment progressiu del nombre, freqüència i gravetat dels brots epidèmics registrats per les agències de salut pública. El canvi climàtic és un factor ambiental 
que facilita considerablement la transmissió del VNO. La pujada de les temperatures té un paper important en el creixement de les poblacions de mosquits i augmenta el nombre dels cicles de replicació del virus en aquests dípters, així com la quantitat de contactes entre ells i els hostes. Per una altra banda, les precipitacions torrencials originen molts tolls d'aigua ideals per al desenvolupament de les seves larves.

## Descoberta
El virus fou aïllat per primer cop en un pacient durant un brot de febres al districte de West Nile (Uganda) l'any 1937 En la dècada de 1950 el virus va ser aïllat en humans, aus i mosquits a Egipte. Ràpidament es va veure que era un dels flavivirus més estesos, amb una distribució que afectava Àfrica i Euràsia. En les últimes dècades ha reaparegut a zones temperades d'Europa com França, Itàlia, Grècia o Romania. L'any 1999 va aparèixer per primer cop al continent americà. Entre 1999 i 2010, s'estima que uns 3 milions de persones adultes van ser infectades pel virus als EUA. La major incidència fou observada en els estats de les Grans Planes centrals, principalment Dakota del Sud, Dakota del Nord i Wyoming.

## Distribució i llinatges vírics

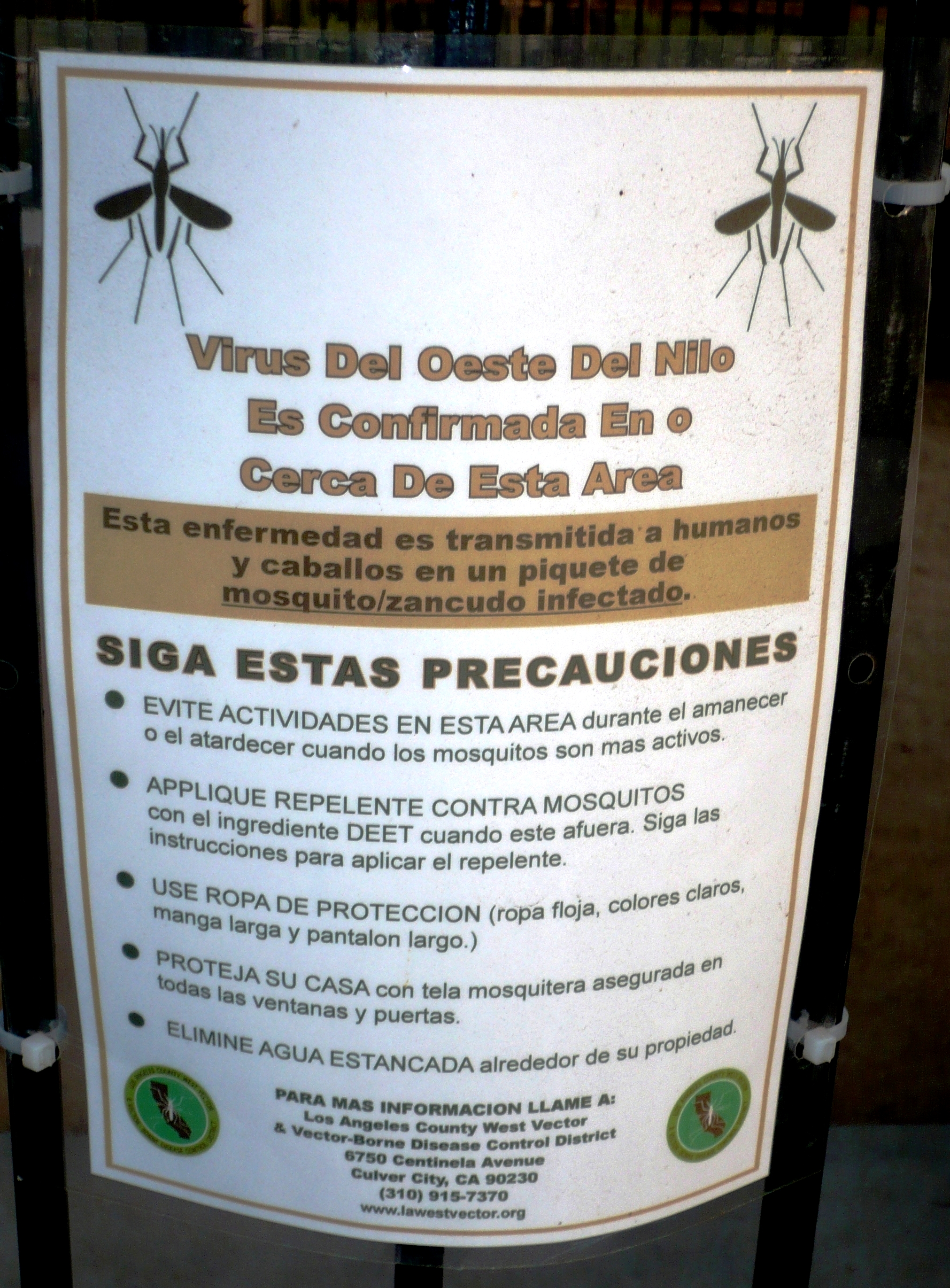
Avís del Virus del Nil Occidental a Los Angeles

El virus està distribuït per Àfrica, Àsia, Europa, Amèrica del Nord i Austràlia i s'ha detectat a l'Argentina, Mèxic, El Salvador, Veneçuela, Colòmbia, el Brasil al Carib, l'Aràbia Saudita, Israel, el Líban, Sri Lanka, Madagascar, Zàmbia, el Gabon, el Marroc i Algèria. La seva procedència possiblement hagi estat l'Orient Mitjà.
Als Estats Units, el VNO es va aïllar per primera vegada a Nova York durant l'estiu de 1999. Des de llavors, s'ha escampat al llarg de la major part del territori continental dels Estats Units i per molts altres països americans. No se sap com va entrar el VNO als Estats Units, però aquest procés ocorregué de manera natural a Europa, Àfrica i Àsia des d'almenys la primera part del segle xx.
Durant la tardor de 2000 a França es va produir un brot en cavalls amb 76 afectats i 21 morts. El virus va seguir circulant i durant l'any 2003 es van produir casos en humans i cavalls. A Espanya es van detectar anticossos del VNO en mostres humanes i animals però en cap cas es va aconseguir aïllar el virus. L'any 1980 es van trobar anticossos del VNO o d'un altre flavivirus antigènicament relacionat a mostres humanes i animals procedents del delta de l'Ebre però no s'hi va identificar el virus.
A Espanya el VNO ha estat aïllat en exemplars de Culex pipiens i C. perexiguus recollits als aiguamolls propers a la desembocadura del riu Guadalquivir. Culex torrentium és el vector més eficaç d'aquesta infecció vírica a l'Europa Central.
El virus està integrat per dos llinatges diferents, la línia 1 (1a, 1b i 1c) que és responsable dels brots humans, equins i aus del Nord d'Àfrica, Europa, Àsia, Austràlia i Amèrica del Nord, mentre que el llinatge 2 produeix els brots de Centre i Sud-àfrica.
Una revisió sobre les publicacions científiques ha establert la presència de set a nou llinatges de nomenclatura no estable, degut a la limitació de seqüències genètiques disponibles:
- Llinatge 1a (Mediterrani i Europa Oriental)
- Llinatge 1b o virus Kunjin (Austràlia)[48]
- Llinatge 1c
- Llinatge 2 (oblasts de Volgograd i Rostov, Romania, Grècia, Sud-àfrica[49] i Hongria)[50]
- Llinatge 3 o virus Rabensburg (sud de Moràvia, Rèp. Tx.) aïllat a partir d'exemplars de Culex pipiens i Aedes rossicus[51]
- Llinatge 4a o virus Krasnodar (sud de Rússia) aïllat en paparres del gènere Dermacentor[52] i en mosquits i granotes
- Llinatge 4b (sud d'Espanya)
- Llinatge 4c (Àustria) aïllat en el mosquit Uranotaenia unguiculata[53]
- Llinatge 5
- Llinatge 6
- Llinatge 7 o virus Koutango (Àfrica Occidental)[54]

A Catalunya hi ha dades d'una xarxa de vigilància sentinella establerta entre 2007 i 2011 que va detectar anticossos reactius al VNO en diversos exemplars de les espècies i famílies Caprimulgus ruficollis (33%), accipitridae (9%), falconidae (9%) i Ciconia ciconia (1%), però sense aconseguir demostrar la presència de partícules virals emprant l'amplificació per RT-PCR en les mostres dels ocells analitzats durant aquest període. Aquest grup d'investigació també ha monitorat les poblacions de mosquits adults emprant trampes de captura amb esquer de CO₂ i s'hi han detectat una divuitena d'espècies entre les quals, les més abundants són Ochlerotatus caspius (39%), Culex modestus (37%) i Culex pipiens (17%). Tot i que el VNO era absent a totes les mostres recollides, s'hi van trobar altres espècies de flavivirus, grup al qual pertany el VNO. La població sentinella equina establerta als aiguamolls empordanesos tampoc va mostrar presència d'infecció per VNO, però si reaccions antigèniques. Tant per a les poblacions equines com aviàries els investigadors van extrapolar l'absència de VNO, o com a mínim en una prevalença inferior al 5 per cent, en les poblacions sentinelles monitorades, però si la presència de flavivírids que comparteixen hostes i vectors similars al VNO. El 2017 es va detectar la presència del llinatge 2 del virus a exemplars d'Accipiter gentilis provinents del nord d'Europa.

## Etiologia
El virus del Nil Occidental pertany al gènere Flavivirus i a la família flaviviridae. Les partícules víriques mesuren 50 nm de diàmetre i comprenen una bicapa lipídica derivada de la cèl·lula hoste que conté la nucleocàpsida icosaèdrica de naturalesa lipoproteica que tanca un genoma constituït per una única cadena d'ARN d'uns 11.000 nucleòtids. Els gens es distribueixen en un marc obert de lectura amb dues regions no codificants als extrems de la cadena (la de l'extrem 5' d'un centenar de nucleòtids), seguida de la seqüència de tres gens estructurals i set gens que codifiquen proteïnes no estructurals (per exemple, RNA polimerasa, proteasa serina). La replicació ocorre al citoplasma i les partícules s'alliberen per la via secretora de la cèl·lula.

## Reservori
Els ocells són el reservori natural del VNO, és a dir, que el virus es manté a la natura i s'estén gràcies a la amplificació cíclica ocell-mosquit-ocell. Hi ha espècies d'ocells que desenvolupen una una virèmia poc elevada i poden resultar infectades sense patir-ne conseqüències greus, però els còrvids (corbs, gaigs i garses) sí que presenten una alta mortalitat. Això permet emprar el control de les observacions de còrvids morts com a alarma biològica que pot anticipar en algunes setmanes els brots en humans. Diversos rapinyaires, els quals eventualment s'alimenten de preses portadores del virus, també tenen un paper epidemiològic important com a potencials hostes i transmissors de la infecció.
El virus ha estat aïllat així mateix en determinades espècies de paparres, encara que aquest fet sembla no tenir cap rellevància epidemiològica. El virus també es pot adquirir mitjançant la ingestió d'animals morts per la malaltia i ser transmès per les mares infectades al fetus o nadó durant l'embaràs o la lactància i a través de les transfusions de sang i trasplantaments d'òrgans provinents de donants amb el VNO. Ara bé, a causa de la seva improbabilitat, al desconeixement actual sobre aquest risc i al fet que la lactància té beneficis evidents i perfectament establerts, no es recomana que la mare deixi d'alletar el seu fill.
La majoria de vectors implicats en la transmissió del VNO pertanyen al complex d'espècies Culex pipiens d'entre les quals destaquen C. pipiens, C. perexiguus i C. modestus.

## Espècies sensibles
Les principals espècies afectades en el cicle epizoòtic de la malaltia són la humana i l'equina, que són les úniques que pateixen la malaltia de manera natural. Altres hostes accidentals com ara rates, gats, gossos, ovelles, cabres, esquirols, cocodrils del Nil, mofetes i conills no tenen la importància epidemiològica de les anteriors. A Europa, la incidència més alta es produeix entre els ocells durant els mesos d'activitat migratòria estival, i en l'home i els èquids amb una mica de retard respecte a les aus.
Els cavalls infectats amb VNO no poden transmetre directament la malaltia als humans. Tampoc s'ha demostrat que una persona pugui infectar-se amb el VNO tocant aus infectades vives o mortes. Tot i així, cal tenir precaució quan es manipulen animals morts, incloent a les aus. Si cal moure o desfer-se d'un ocell mort, és recomanable emprar guants o una pala per moure'l i col·locar-lo dins de dues bosses de plàstic (una dins de l'altra).

## Patogènia humana

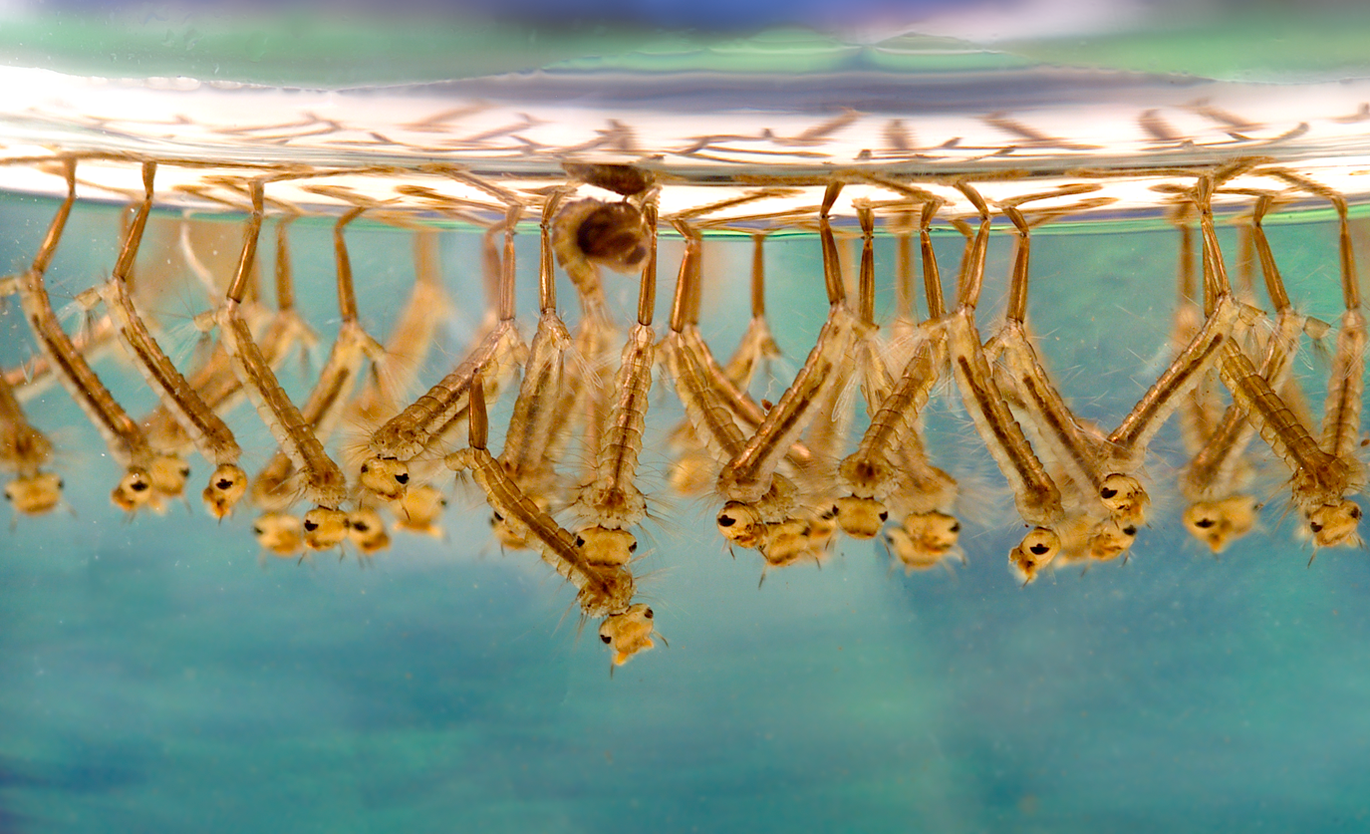
Larves de mosquits del gènere Culex. Com es pot veure a la foto, les larves poden formar grups compactes en aigües estancades.

## Activitats de control comunitari
S'han endegat alguns sistemes de vigilància epidemiològica passiva del VNO en analítiques d'ocells morts, però al existir la idea que podrien ser ineficients a l'hora de detectar la circulació real del virus a Europa, es creu convenient emprar tècniques de vigilància sentinella en poblacions residents d'aus o de cavalls analitzades periòdicament per a detectar la seva seroconversió. Quantificar el nombre dels mosquits vectors permet predir amb anticipació i fiabilitat el risc d'infeccions humanes pel VNO en una zona determinada, facilitant que es prenguin oportunament les mesures de salut pública adients.
Es van analitzar alguns dels contenidors d'aigua al Comtat d'Henrico (al nord de la ciutat de Richmond, Virgínia, EUA) i s'hi van detectar focus de mosquits infectats amb VNO. A més d'una temperatura màxima al juliol de 30.5 °C i de l'abundància de pluges es va tenir en compte la presència d'una xarxa no diferenciada de recollida d'aigües, de tal manera que les aigües pluvials i les aigües residuals circulen per una xarxa subterrània única, en la qual es formen desenes de milers de punts de desenvolupament de larves del mosquit. Es van detectar larves de mosquit a gairebé un 40 per cent de tots els punts on s'acumulava aigua en aquesta xarxa. Aquesta mena de xarxes de recollida d'aigües conjunta és habitual en diverses ciutats al sud dels Estats Units i són infraestructures que tenen un paper rellevant en la dispersió geogràfica del VNO.